# Король в жёлтом
«Король в жёлтом» (англ. The King in Yellow) — сборник рассказов американского писателя Роберта Чемберса, впервые опубликованный Ф. Теннисоном Нили в 1895 году. Книга названа в честь одноимённой пьесы, которая повторяется в качестве мотива в первых четырёх рассказах. В первой половине книги представлены высоко оцененные истории ужасов. Критики Э. Ф. Блейлер и Т. Э. Д. Кляйн, назвали книгу классикой в жанре сверхъестественного. Всего в сборнике десять рассказов, а первые четыре из них («Восстановитель репутаций», «Маска», «Во дворе дракона» и «Желтый знак») упоминают запрещенную пьесу «Король в жёлтом», которая вызывает безумие у тех, кто её читает. В рассказах упоминается жуткий символ «Желтый знак», который вдохновил на создание одноимённого фильма, выпущенного в 2001 году.
Первое британское издание было опубликовано издательством Chatto & Windus в 1895 году (316 страниц).
Рассказы можно отнести к жанрам ранней фантастики ужасов или викторианской готики, но произведение также затрагивает мифологию, фэнтези, мистику, научную фантастику и романтику.

## Рассказы

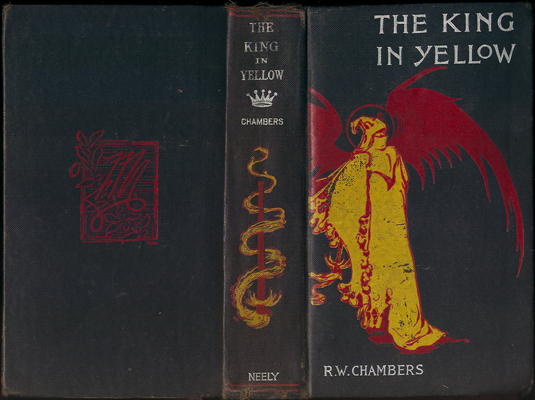
Рисунок Роберта Чемберса к своему сборнику «Король в жёлтом», со скипетром и шляпой шута

Первые четыре рассказа связаны тремя общими темами:
- Книга с пьесой «Король в жёлтом»
- Таинственное и злобное сверхъестественное готическое существо «Король в жёлтом»
- Жуткий символ под названием «Желтый Знак»

Эти рассказы мрачны по тону, их персонажи — художники и декаденты, люди полусвета.
Действие первого и четвёртого рассказа («Восстановитель репутаций» и «Желтый знак»), происходит в воображаемом будущем Америки 1920-х годов, тогда как вторая и третья истории, «Маска» и «Во дворе дракона», относятся к воображаемому будущему, где действие происходит в Париже. В этих рассказах героям не дает покоя вопрос: «Вы нашли жёлтый знак?».
Жуткий персонаж «Король в жёлтом» постепенно исчезает в последующих рассказах, а последние три написаны в стиле романтической фантастики, характерной для более поздних работ Чемберса. Все они связаны с предыдущими рассказами своей парижской обстановкой и художественным изображением героев.

## Список рассказов
- «Восстановитель репутаций» (англ. «The Repairer of Reputations») — история эгоизма и паранойи, которая несёт в себе образы названия книги.
- «Маска» (англ. «The Mask») — история мечты об искусстве, любви и сверхъестественной науке.
- «Во дворе дракона» (англ. «In the Court of the Dragon») — человека преследует зловещий церковный органист, который охотится за его душой.
- «Желтый знак» (англ. «The Yellow Sign») — художника беспокоит зловещий сторож кладбища, похожий на гробового червя.
- «Демуазель д’Ис» (англ. «The Demoiselle d’Ys») — история любви о путешествии во времени.
- «Рай пророков» (англ. «The Prophets' Paradise») — последовательность жутких стихов в прозе, развивающих стиль и тему цитаты из вымышленной пьесы «Король в жёлтом», что представлены в «Маска».
- «Улица Четырёх Ветров» (англ. «The Street of the Four Winds») — атмосферная сказка о парижском художнике, которого кот заманил в соседскую комнату; история заканчивается трагическим штрихом.
- «Улица первого снаряда» (англ. «The Street of the First Shell») — военный рассказ, действие которого происходит во время осады Парижа 1870 года.
- «Улица Полевой Богоматери» (англ. «The Street of Our Lady of the Fields») — романтическая американская богема в Париже.
- «Запретная улица» (франц. «Rue Barrée») — романтическая американская богема в Париже с неблагозвучным финалом, который игриво отражает тон первой истории.

## Пьеса

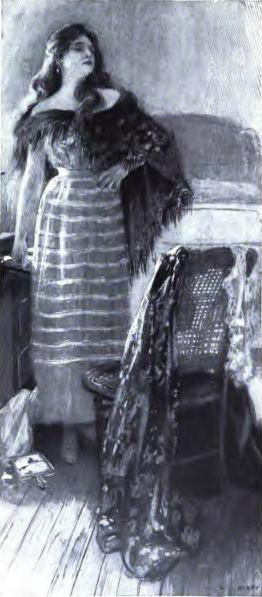
Рисунок Тесси в «Желтый знак» из издания книги 1902 года

В вымышленной пьесе «Король в жёлтом» есть как минимум два действия и как минимум три персонажа: Кассильда, Камилла и «Незнакомец», который может быть или не быть «Королем в жёлтом». В пьесе упоминается Каркоза из творчества Амброуза Бирса. Сборник рассказов Чемберса включает отрывки из некоторых разделов пьесы, чтобы представить книгу в целом или отдельные рассказы. Например, «Песня Кассильды» взята из акта 1, сцены 2 пьесы:
Вдоль берега разбиваются облачные волны,
Двойные солнца тонут за озером,
Тени удлиняются в
Каркозе.
Странная ночь, когда восходят черные звезды,
И странные луны кружат по небу,
Но незнакомец все ещё в
Потерянной Каркозе.
Песни, которые поют Гиады,
Где развеваются лохмотья короля,
Должен умереть неслыханным в
Туманной Каркозе.
Песня моей души, мой голос мертв,
Умри, невоспетый, как непролитые слезы
Должны высохнуть и умереть в
Потерянной Каркозе.
Рассказ «Маска» предваряет отрывок из Акта 1, Сцена 2:
Камилла: «Вы, сэр, должны снять маску».
Незнакомец: «Правда?»
Кассильда: «Действительно пора. Мы все отложили маскировку, кроме тебя».
Незнакомец: «Я без маски».

Камилла: (в ужасе, обращаясь к Кассильде) «Без маски? Без маски!».
В рассказе «Восстановитель репутаций» говорится, что последний момент первого акта включает в себя «агонизирующий крик Камиллы и… ужасные слова, эхом разносящиеся по тусклым улицам Каркозы».
Все отрывки взяты из первого акта. В рассказах первый акт описывается как вполне обычный, но чтение второго акта сводит читателя с ума от «непреодолимых» открытых истин. «Сама банальность и невинность первого акта только позволила удару обрушиться впоследствии с более ужасным эффектом». Даже просмотра первой страницы второго акта достаточно, чтобы привлечь читателя: «Если бы я не мельком увидел вступительные слова во втором акте, я бы никогда не закончил его…» («Восстановитель репутаций»).

Чемберс обычно дает лишь отрывочные намеки на содержание всей пьесы, как в этом отрывке из «Восстановитель репутации»:
Время пришло, народ должен узнать сына Хастура, и весь мир склонится перед чёрными звёздами, что в небе над Каркозой. Мистер Уайльд растолковал рукопись, использовав несколько томов по геральдике, чтобы обосновать свои выводы. Он упомянул о создании династии в Каркозе, об озёрах, которые связывали Хастура, Альдебаран и тайну Гиад. Он говорил о Кассильде и Камилле, а также о туманных глубинах Демхе и озере Хали. Фестончатые лохмотья «Короля в Жёлтом» должны сокрыть Ихтилл навечно — пробормотал он, но я не верю, что Вэнс его услышал. Затем он постепенно провел Вэнса по разветвлениям императорской семьи, к Уоту и Тале, от Наоталбы и Призрака Истины к Альдонесу, а затем, отбросив рукопись и записи, начал чудесную историю Последнего Короля.
Похожий отрывок встречается в рассказе «Желтый знак», в котором два главных героя прочитали «Короля в жёлтом»:
Наступила ночь и время долго тянулось, пока мы шептались о «Короле в Жёлтом» и Бледной маске, полночь окутала крыши и шпили города. Мы говорили о Хастуре и Кассильде, в то время как за окнами снаружи клубился туман, словно, пенистые волны, что набегают на берег озера Хали.
В вымышленной пьесе играют Кассильда, Камилла и «Незнакомец» (может это «Король в жёлтом», а может и нет). Незнакомцу велят снять маску, но оказывается, что её вообще не существует, — это похоже на сцену из рассказа «Маска Красной смерти» Эдгара По, в которой принц Просперо требует, чтобы Незнакомец, одетый как Красная Смерть, снял маску и мантию, но оказывается, что под ними ничего нет. В рассказе «Маска» происходит похожая сцена.

## «Король в жёлтом»
В рассказе «Восстановитель репутаций» у героя сразу после прочтения пьесы начинает развиваться безумие: 
- Амбиции Цезаря и Наполеона бледнеют перед тем, кто не остановится, пока не захватит разум людей и не будет контролировать даже их ещё не рождённые мысли, — молвил господин Уайлд.
— Вы говорите о Короле в жёлтом, — выдавил я, передёрнувшись.
— Он король, которому служили императоры.

— Я готов служить ему, — ответил я.

## Жёлтый знак
Чемберс упоминает Жёлтый Знак в двух рассказах, ограничившись лишь намёками на его форму, не дав описания. В рассказе «Желтый знак» художник находит «Желтый Знак» и пьесу «Король в Жёлтом» в своей библиотеке (хотя её там не было):
Я открыл коробку. Внутри, среди розовой ваты, лежала брошь из чёрного оникса, инкрустированная странным золотым символом или литерой. Она не была ни арабской, ни китайской, и, как я потом выяснил, не принадлежала ни к одному человеческому алфавиту.
Я не знал ни замков, ни запоров, которые могли бы сдержать это существо, что пришло за Жёлтым Знаком. Я слышал, как оно тихо двигалось по коридору, и теперь стояло у двери. Запоры сгнили от его прикосновения, и оно шагнуло внутрь. Я напрягал глаза, всматриваясь в темноту, но когда оно вошло в комнату, то не увидел ничего. И лишь почувствовав, как оно окутывает меня своей холодной мягкой хваткой, я вскричал и стал отбиваться со смертельной яростью, но мои руки были беспомощны, оно сорвало ониксовую брошь с моего халата и ударило по лицу. Затем, падая, я услышал слабый вскрик Тэсси и её душа отлетела: тогда я желал последовать за ней, ибо знал, что Король в Жёлтом распахнул свою изорванную мантию, и теперь осталось лишь взывать к богу"

Наступила ночь и время долго тянулось, пока мы шептались о «Короле в Жёлтом» и Бледной маске, полночь окутала крыши и шпили города. Мы говорили о Хастуре и Кассильде, в то время как за окнами снаружи клубился туман, словно, пенистые волны, что набегают на берег озера Хали.

## Вдохновение
Чемберс позаимствовал имена Каркоза, Хали и Хастур из творчества Амброуза Бирса: в частности из его рассказов «Житель Каркозы» и «Пастух Гаита». Нет убедительных доказательств того, что Чемберс находился под влиянием творчества Бирса, кроме симпатии к этим именам. Например, Хастур — добрый бог пастухов в рассказе «Пастух Гаита», но в рассказе «Восстановитель репутаций» это место, рядом с Гиадами и Альдебараном.

## Литературное влияние
Брайан Стейблфорд указывает, что на рассказ «Демуазель д’Ис» повлиял на рассказы Теофиля Готье, такие как «Аррия Марселла» (1852); в рассказах Готье и Чемберса рассказывается о любовной связи, вызванной сдвигом во времени.
«Король в жёлтом» вдохновил многих современных авторов, в том числе Г. Ф. Лавкрафта, Р. И. Ховарда, Стивена Кинга, К. Э. Смита, Р. Блоха, Ф. Б. Лонга и Б. Лэмли. 

## «Мифы Ктулху»
Говард Филлипс Лавкрафт прочитал «Короля в жёлтом» в начале 1927 года и включил мимолетные упоминания о различных элементах и местах из произведений Чемберса и Бирса, такие как озеро Хали и «Желтый знак», в свою повесть «Шепчущий во тьме» (1931), одном из его главных произведений. Лавкрафт заимствовал метод Чемберса, лишь смутно относящийся к сверхъестественным событиям, сущностям и местам, тем самым позволяя своим читателям представить этот ужас по своему. Пьеса «Король в жёлтом» фактически стала ещё одним произведением оккультной литературы в «Мифах Ктулху» наряду с «Некрономиконом» и другими запретными книгами в «Мифах Ктулху».
Август Дерлет превратил Хастура Лавкрафта в Великого Древнего и аватар «Короля в Жёлтом» Роберта Чемберса из мимолетной ссылки, связывающей Хастура и Жёлтый Знак в повести «Шепчущий во тьме».
Уилл Мюррей в рассказе «Пурпурный Император» упоминает Короля в жёлтом

## Влияние
В телесериале HBO «Настоящий детектив» (2014) происходит ряд убийств, совершенных неуловимым «Желтым королем»; при этом упоминаются Черные звезды и Каркоза, как подземный храм, где покоится скелет, одетый в желтые одежды.
«Король в жёлтом» упоминается на сайте «SCP Foundation» в разделе «Трагедия повешенного короля» (2009). Дело SCP-701 описывает серию убийств в королевстве Тринкуло, в вымышленном королевстве Тринакрия, которые организовывает «Повешенный король», заставляющий людей бунтовать в безумии. Сюжет адаптирован для видеоигры SCP: Secret Files (демо для Steam Next Fest). Несколько других примеров[каких?], объединённых тегом «Алагадда», отсылают к творчеству Чемберса.
В видеоигре Signalis появляется книга «Король в жёлтом», взаимодействие с которой переносит игрока в локацию на берегу, где можно найти записки с цитатами из книги. Во втором акте Адлер прямо цитирует Незнакомца из пьесы.
В видеоигре Fear & Hunger есть персонаж, известный как Ле’Гард, который после своего возвышения становится новым богом, носящим имя Король в жёлтом. Также в игре есть персонаж Рон Чамбара, новый бог и бывший поэт, имя которого является отсылкой на Роберта Чемберса.
В настольно-ролевой игре Delta Green, «Король в жёлтом» упоминается как один из глобальных антагонистов, которого можно встроить в сюжет в различных его проявлениях. Описание его, как игрового явления, представлено в "Книге куратора", которую можно найти на официальном сайте этой настольно-ролевой игры.